# Corporate Volunteering
Corporate Volunteering, in der Literatur überwiegend mit „betriebliche Freiwilligenprogramme“ oder „Förderung des Mitarbeiterengagements“ übersetzt, bezeichnet im Allgemeinen den Einsatz von Humanressourcen eines Unternehmens für gemeinnützige Zwecke, welcher über das originäre Kerngeschäft hinausgeht.
Corporate Volunteering (CV), als Teil des Corporate Citizenship, umfasst einerseits den Einsatz von Mitarbeitern eines Unternehmens in diversen Projekten gemeinnütziger Art und andererseits die Förderung des bereits bestehenden freiwilligen Engagements von Mitarbeitern.
CV-Projekte werden zum einen genutzt, um Unternehmenswerte und -kultur zu entwickeln Organisationsentwicklung oder Mitarbeiter im Rahmen von Personalentwicklung fortzubilden. Zum anderen erringen Unternehmen dadurch Marketingvorteile: das Ansehen des Unternehmens steigt sowohl bei Beschäftigten als auch im lokalen Gemeinwesen.
Zeitspenden und Know-how-Spenden von Führungskräften und Mitarbeitern aus Unternehmen können sehr vielfältig sein. Sie reichen von punktuellen Einsätzen, bei denen meist handwerkliche Tätigkeiten im Vordergrund stehen, über einwöchige Hospitationen in sozialen Einrichtungen bis hin zu längeren Personaleinsätzen im Führungsbereich von gemeinnützigen Institutionen.

## Formate des Corporate Volunteerings
In der Literatur findet sich eine Vielzahl an Beschreibungen, wie Corporate Volunteering konkret aussehen kann. Vereinfacht gibt es fünf Optionen wählen, die jedoch nicht ganz trennscharf zueinander sind. Dabei unterscheiden sich die Maßnahmen nach ...
- Dauer des Einsatzes,
- Anzahl der Teilnehmer sowie ihrer Funktion im Unternehmen,
- Kompetenzen, die erforderlich sind bzw. die geschult werden sollen,
- dem Ziel bzw. der beabsichtigten Wirkung der Maßnahme.

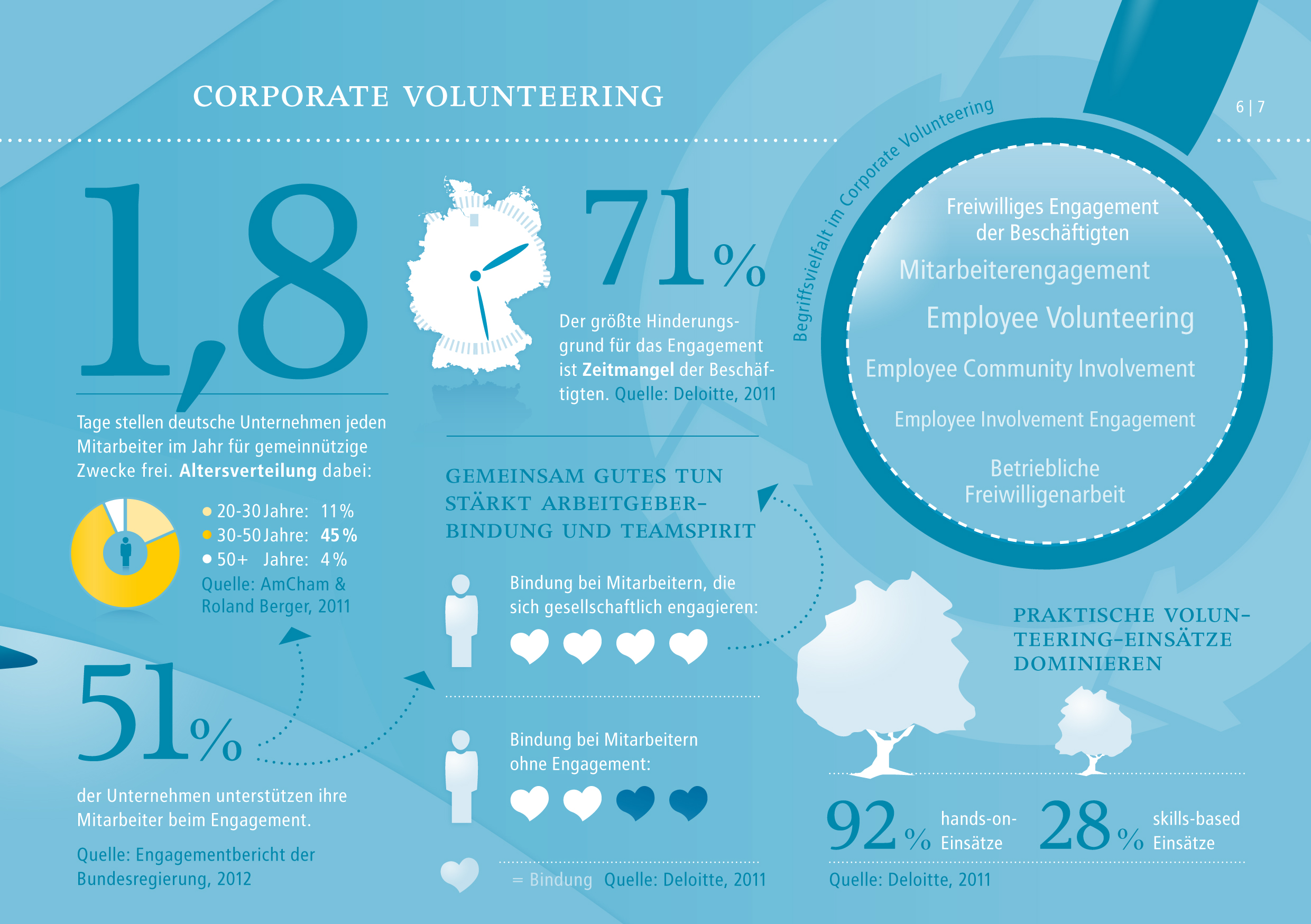
Vorteile von Corporate Volunteering aus Unternehmenssicht

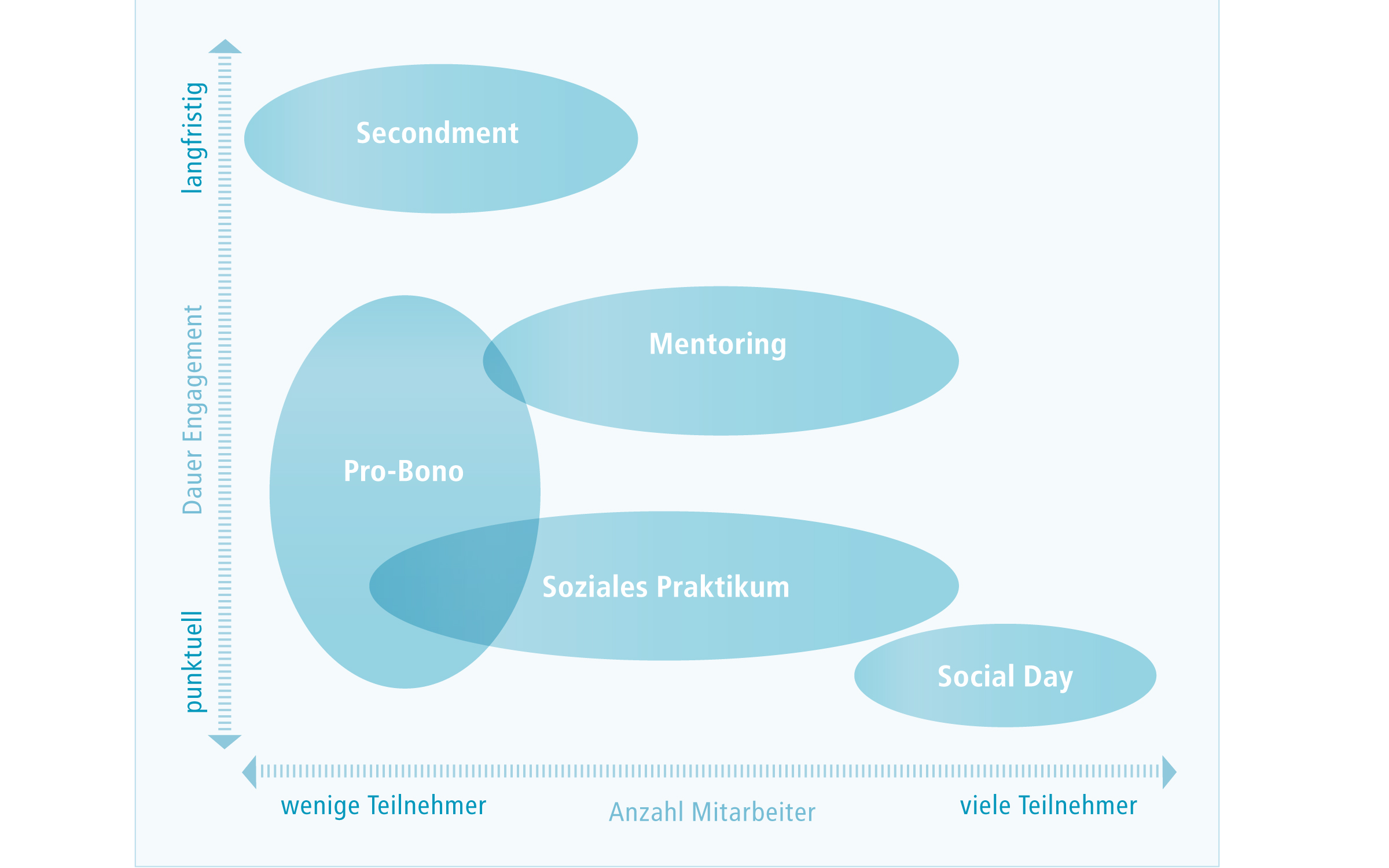
Formate des Corporate Volunteerings im Überblick

### Aktionstage bzw. Social Days
Aktionstage sind einmaliger Natur und besitzen häufig einen Veranstaltungscharakter. Bei einem social day werden beispielsweise Klassenzimmer gestrichen oder Spielplätze gebaut. Die Beschäftigten sind nur wenige Stunden im Einsatz und verrichten eher einfache, meist handwerkliche Tätigkeiten. Da jedoch gleichzeitig viele Beschäftigten eingebunden werden können, erfreut sich diese Form des Corporate Volunteering bei Unternehmen großer Beliebtheit.
Nachteil dieser Aktionsform ist, dass sie kaum nachhaltig ist und nur eine niedrige gesellschaftliche Wirkung aufweist.

### Mentoring
Beim Mentoring werden Beschäftigten eines Unternehmens in zeitlich befristete oder unbefristete Patenschaften gebracht, zum Beispiel mit ausbildungsschwachen Jugendlichen oder mit Pflegebedürftigen. Der Mentor gibt sein fachliches Wissen oder Erfahrungswissen an eine noch unerfahrenere Person (Mentee oder Protegé) weiter. Mentoring kann auch bedeuten, dass sich Beschäftigte mit ihrem Fachwissen in gemeinnützige Organisationen einbringen.
Das Mentoring fördert zahlreiche berufliche und soziale Kompetenzen. Es dient somit der Persönlichkeitsbildung des Beschäftigten. Umgekehrt bringt der kontinuierliche Einsatz auch der gemeinnützigen Organisation mehr als bspw. ein Aktionstag.

### Soziales Praktikum
Soziale Praktika wirken unmittelbar auf die Persönlichkeitsentwicklung des Beschäftigten oder ganzer Teams. Im Vordergrund steht das individuelle Lernen des Einzelnen. Typische Beispiele für ein soziales Praktikum sind die Integration von Service-Learning-Programmen in die Ausbildung oder der Seitenwechsel einer Führungskraft, die in einer gemeinnützigen Organisation hospitiert.
Nachteil der Methode ist, dass sie viel Vor- und Nachbereitung benötigt und nur einen kurzen Einblick ermöglicht. Sie entfaltet damit kaum gesellschaftliche Wirkung.

### Pro-bono-Dienstleistung
Pro bono arbeiten heißt, seine beruflichen Kompetenzen unentgeltlich einzubringen. Beispielsweise berät die Rechtsanwältin eine Organisation in Rechtsfragen oder der Webdesigner programmiert den Internetauftritt.
Diese Form des Corporate Volunteerings ist stark kompetenzbasiert und erzielt eine hohe Wirkung, weil sie der Organisation einen Mehrwert verschafft.
Untersuchungen zeigen, dass Beschäftigte diese Art des Engagements als besonders sinnstiftend und anerkennend empfinden.

### Secondment
Hier werden Beschäftigte für einen definierten Zeitraum in soziale Organisationen „entsendet“ (z. B. für drei Monate), um dort Fach- und Führungsaufgaben zu übernehmen. Das kann insbesondere für ältere Beschäftigte als Vorbereitung auf die Nacherwerbsphase interessant sein (Secondment for transition). Das Secondment begünstigt die Kreativität und fördert den Perspektivwechsel. Die Organisation wiederum erhält wirkungsvolle Unterstützung.
Nachteile: Das Secondment ist kostenintensiv, basiert auf einer langfristigen Bindung und betrifft nur sehr wenige Beschäftigte.

## Vermittlung
Corporate Volunteering Plattformen bieten – ähnlich wie Freiwilligenagenturen – Unternehmen Unterstützung bei der Organisation von Corporate Volunteering Veranstaltungen und für die Vermittlung von Pro bono Arbeit ihrer Mitarbeiter. Teils wird auch eine Plattform in Form einer White-Label-Lösung angeboten, das heißt, die Benutzerschnittstelle kann für die Nutzer aussehen, wie wenn sie von dem Unternehmen erstellt worden wäre.

## Corporate Volunteering im demografischen Wandel
Studien zeigen, dass 30- bis 45-Jährige am stärksten gesellschaftlich engagiert sind. Beschäftigte über 50 Jahren nehmen deutlich weniger an Corporate-Volunteering-Maßnahmen teil.
Wie sich zeigt, lohnen CV-Maßnahmen auch für ältere Belegschaftsgruppen und Rentner oder Pensionäre. CV-Programme bieten Lernmöglichkeiten außerhalb des klassischen Weiterbildungskatalogs, weshalb sie auch für – oftmals lernentwöhnte – Ältere interessant sind. Teilnehmer berichten von Sinnstiftung, neuen Perspektiven und einer besseren Vorbereitung auf die Nacherwerbsphase.
Beispielsweise kooperieren die gemeinnützigen Organisation startsocial e. V. mit der Allianz SE - Pensionäre des Versicherungskonzerns coachen Organisationen und geben so ihr Fachwissen weiter.